# Isla de Batuta
Isla de Batuta (en portugués: Ilha do Batuta) es una isla ubicada en el municipio de Imbituba, en el estado brasileño de Santa Catarina, y más precisamente en el barrio de Lagoa de Ibiraquera. Hay especies de aves marinas que la utilizan para poner sus huevos. También se encuentran especies de serpientes, lagartos y algunos otros reptiles, de menor escala. No tiene habitantes humanos viviendo allí de forma permanente. Sin embargo, posee un "rancho" construido frente a la playa, y debido a la proximidad a la playa de vez en cuando se pueden ver las luces en la noche en la isla.